# Némethy Lajos (plébános)
Németi Némethy Lajos (Buda, 1840. február 29. – Esztergom, 1917. október 8.) római katolikus plébános, könyvtáros, egyházi író.

## Élete
Némethy András magyar királyi helytartósági tanácsos, szabolcsmegyei földbirtokos és Sziráky Paulina fiaként született Budán a Krisztinavárosban. Gimnáziumi tanulmányait Budán, Nagyszombatban és Pozsonyban, a hittudományokat (teológiát) pedig Esztergomban végezte.
1865. július 23-án szentelték pappá. Ezek után segédlelkészként működött Szomoron, majd 1868-tól Budán a Vízivárosban, 1882-től pedig Budapesten a Belvárosban. Egyidejűleg mint hitoktató és lelkiatya működött Schytra István, gr. Dessewffy Aurél, gr. Bánffy Béla és báró Sennyei Pál családjánál, 15 éven át pedig az állami tanítónő-képzőben. 1888-ban Esztergom-vízivárosi plébánossá nevezték ki, 1888-tól az ottani irgalmas nővérek gyóntatója, 1892 után érsekmegyei könyvbíráló, 1894-től Esztergom-főegyházmegyei könyvtáros. A gondjaira bízott könyvtárt betűrendes cédula rendszerű mutatókatalógussal látta el. 1896-tól esperes lett. 1906-ban Grácban tartózkodott betegszabadságon. 1908-ban Nyitrabajnán az iskola-testvérek spirituálisa. 1909-ben nyugdíjazták.
A történelmi, a régészeti és a heraldikai társulatok választmányi, valamint a Szent István-társulat irodalmi osztályának, majd 1915-től a II. osztályának volt tagja.

## Művei
- 1873 A római kath. egyházi szertartások régészeti és magyarázati kézikönyve. Pest.
- 1876 Nagyboldog asszonyról nevezett bp-vári főtemplom történelme. Esztergom.
- 1878 Török mecsetek Budán. Budapest.
- 1878 Kögl Ádám Jézustársasági tag és buda-vizivárosi lelkész életrajza (1707-1771). Esztergom.
- 1879 A róm. kath. egyházi szertartások tankönyve elemi tanodák számára. Esztergom.
- 1881 Szt István... királyról mondott dicsbeszédek irodalma. Esztergom.
- 1884 Adatok Árpádházi Boldog Margit ereklyéinek történetéhez. Budapest
- 1885 Adatok Árpádházi boldog Margit történetéhez. Esztergom. (tsz. Fraknói Vilmos)
- 1885 A budapest-vizivárosi Erzsébetiek. Esztergom.
- 1889 Necrologium Sacerdotum Archi-dioecesis Strigoniensis 1737-1889. Esztergom. (névtelenül)
- 1890 A pesti főtemplom története alapításától 1752-ig. Budapest.
- 1894 Series parochiarum et parochorum archi-dioecesis Strigoniensis ab antiquissimis temporibus usque annum 1894. Esztergom.
- 1895 Az esztergomi főegyházmegyei könyvtár többes példányainak lajstroma. 1. füzet. Esztergom.
- 1896 Egyházi vizsgálat Esztergomvármegyében 1701-ben. Esztergom.
- 1898 Miként jutott 1543: Esztergom árulással török kézbe. Esztergom.[halott link]
- 1899 Adatok a kassai vt-k tört-éhez. Esztergom.
- 1900 A márczfalvi prépostság. Budapest. (Századok)
- 1900 Emléklapok Esztergom múltjából. Esztergom.
- 1900 Praeorator azaz kézikönyv az előimádkozó lelkészek számára. Esztergom.